# Milan Đurić
Milan Đurić (* 22. Mai 1990 in Tuzla, SFR Jugoslawien) ist ein bosnischer Fußballspieler, der seit 2025 auf der Position des Stürmers bei Parma Calcio 1913 unter Vertrag steht.

## Karriere

### Jugend
Milan Đurić spielte in der Jugend bei Vis Pesaro, San Marino Calcio und der AC Cesena.

### Profikarriere
Milan Đurić unterschrieb 2007 einen Profivertrag für die 1. Mannschaft der AC Cesena. In den Jahren 2010 bis 2014 wurde Milan Đurić an mehrere Vereine ausgeliehen. 2017 wechselte er nach England zu Bristol City. Seit 2018 steht er bei US Salernitana unter Vertrag.

### Nationalmannschaft
Milan Đurić spielte 2012 viermal für die U-21-Auswahl Bosnien-Herzegowinas und schoss dabei sechs Tore.
Im März 2015 nominierte Mehmed Baždarević Đurić für die Länderspiele gegen Andorra und Österreich für die A-Nationalmannschaft. Er debütierte am 28. März 2015 gegen Andorra, wo er in der 67. Spielminute, beim Spielstand von 0:3 für Bosnien-Herzegowina, für Vedad Ibišević eingewechselt wurde.